# Pentóxido de fósforo
Pentóxido de difósforo é um composto químico com fórmula P4O10 (seu nome deriva de sua fórmula empírica, P2O5). Ele é utilizado como medida básica dos fertilizantes fosfatados. Este sólido cristalino branco é o anidrido do ácido fosfórico. É um poderoso dessecante.

## Estrutura
P2O5 cristaliza-se em ao menos quatro formas ou polimorfias. A mais familiar é mostrada na figura, compreende moléculas com a fórmula P4O10. Fracas forças de van der Waals mantém estas moléculas juntas em uma grade cristalina (Entretanto, apesar da simetria elevada das moléculas, a embalagem de cristal não é uma empacotamento fechado). A estrutura da "gaiola" de P4O10 é uma reminiscência do adamantano com Td grupo de simetria de pontos. É intimamente relacionada ao correspondente anidrido de ácido fosforoso, P4O6. O último carece de terminais com grupos "oxo". Sua densidade é de 2.30 g/cm³. Pode ser ebulido a 423 °C, se uma amostra é aquecida mais rapidamente então ela pode sublimar-se.
Os outros polimorfos são poliméricos, mas em cada caso os átomos de fósforo são ligados por um tetraedro de átomos de oxigênio, um dos quais forma uma ligação P=O terminal. A forma O (densidade 3.05 g/cm³, p.f. 580 °C), adota uma estrutura em camadas consistindo de anéis de P6O6 interconectados, não diferente da estrutura adotada por certos polisilicatos. Um estado de mais baixa densidade, a assim chamada forma O', que consiste de uma rede tridimensional é também conhecido, com densidade de 2.72 g/cm³.

## Preparação
P2O5 é preparado por queima de fósforo elementar com suficiente suprimento de ar:
2 P2  +  5 O2  → 2 P2O5
Pela maior parte do século XX, o pentóxido de difósforo foi usado para prover um suprimento de ácido fosfórico concentrado e puro. No processo térmico, o pentóxido de difósforo obtido por queima de fósforo branco era dissolvido em ácido fosfórico diluído para produzir ácido concentrado. Melhorias na tecnologia de filtração conduziram ao "processo de ácido fosfórico a úmido" aplicadas sobre o processo térmico, eliminando a necessidade de produzir fósforo branco como um material de partida.

## Usos
O pentóxido de difósforo é um potente agente de desitratação como indicado pela exotérmica natureza de sua hidrólise:
P4O10 (am) + 6H2O (lq) → 4H3PO4 (c)   (-177 kJ)
Entretanto, sua utilidade para secagem é um tanto limitada por sua tendência a revestimento viscoso protetivo que inibe adicional desidratação por não consumido. Uma forma granular de P4O10 é usada em dessecadores.
Consistente com seu grande poder de dessecação, P4O10 é usado em síntese orgânica para desidratação. A mais importante aplicação é por conversão de amidas em nitrilas:
P4O10  +  RC(O)NH2  →  P4O9(OH)2  +  RCN
O coproduto indicado P4O9(OH)2 é uma fórmula idealizada para produtos indefinidos resultantes da hidratação de P4O10.
Aparentemente, quando combinado com um ácido carboxílico, o resultado é o correspondente anidrido [carece de fontes?]:
P4O10  +  RCO2H  →  P4O9(OH)2  +  [RC(O)]2O
O "reagente de Onodera", uma solução de P4O10 em DMSO, é empregado para a oxidação de álcoois. Esta reação é reminiscente da oxidação de Swern.
O poder de dessecação de P4O10 é forte o suficiente para converter muitos ácidos minerais a seus anidridos. Exemplos: HNO3 é convertido a N2O5;  H2SO4 é convertido a SO3;  HClO4 é convertido a Cl2O7.

## Óxidos de fósforo relacionados
Entre o comercialmente importante P4O6 e P4O10, óxidos de fósforo são conhecidos como estruturas intermediárias.